# The Face of Love
The Face of Love (Verweistitel auch The Face of Love – Liebe hat viele Gesichter) ist ein US-amerikanisches Liebesdrama aus dem Jahr 2013 unter der Regie von Arie Posin und mit dem Drehbuch von Matthew McDuffie. In dem Film spielen Annette Bening, Ed Harris, Robin Williams, Amy Brenneman, Jess Weixler und Linda Park mit. Er wurde in der Sektion „Special Presentation“ auf dem Toronto International Film Festival 2013 gezeigt.

## Handlung
Nikki ist seit kurzem Witwe, deren Mann Garret bei einem Ertrinkungsunfall ums Leben kam; Nikki ist noch nicht darüber hinweggekommen. Gegenstände, Menschen und Situationen, die Nikki an die Liebe ihres Lebens erinnern, verfolgen sie noch immer. Nikki, die sich mit dem Leben allein abgefunden hat, besucht eine Kunstgalerie, die sie oft mit Garret besucht hat, und sieht einen Mann, der ihrem Mann verblüffend ähnlich sieht. Sie kehrt noch mehrere Male in die Galerie zurück, in der Hoffnung, ihn zu sehen. Schließlich identifiziert Nikki ihn als Professor an einem kleinen örtlichen College. Sie findet „Tom“ im Internet und besucht eine Kunstklasse, die er unterrichtet; sie ist jedoch emotional überwältigt und flieht. Schließlich beruhigt sich Nikki und bittet Tom, ihr Nachhilfestunden in Malerei zu geben. Sie verschweigt ihm seine körperliche Ähnlichkeit mit ihrem verstorbenen Mann.
Nikki und Tom werden ein Liebespaar, sehr zum Leidwesen ihres Nachbarn, der seit dem Tod seines Freundes Garret gehofft hat, ihr romantisches Interesse zu wecken. Die Belastung, Tom vor ihren Freunden und ihrer Familie geheim zu halten, die die unheimliche Ähnlichkeit sofort erkennen würden, beginnt an Nikki, Tom und der Beziehung zu zehren. Nikki ist nicht die einzige, die in ihrer Beziehung Geheimnisse hat. Tom, der seit zehn Jahren von seiner Ex-Frau geschieden ist, aber immer noch eine enge Freundschaft mit ihr pflegt, erzählt Nikki nicht, dass er an einem schweren Herzleiden leidet. Als Nikkis erwachsene Tochter Summer unerwartet zu Besuch kommt und Tom im Haus vorfindet, gerät sie in einen Wutanfall, weil sie sich von Toms Aussehen abgestoßen fühlt. Tom glaubt, dass ihre Empörung allein durch seine Anwesenheit ausgelöst wird. Tom, der über die Reaktion der Tochter verwundert ist, willigt ein, als Nikki ihn bittet, mit ihr nach Mexiko zu fliegen. In einem Ferienort, den Garret und Nikki während ihrer Ehe oft besuchten, entdeckt Tom ein Foto von Nikki und ihrem Mann an der Bar, bemerkt die Ähnlichkeit und stellt fest, dass eine psychisch gestörte Nikki ihn an den Ort gebracht hat, an dem ihr Mann starb. Tom konfrontiert sie mit der Ähnlichkeit, woraufhin Nikki in die tosende Brandung rennt, vielleicht um Selbstmord zu begehen. Sie wird von Tom gerettet, und später halten sie sich gegenseitig im Bett fest, wohl wissend, dass die Beziehung nicht auf mehr als seiner körperlichen Ähnlichkeit mit Garret beruht und dem Untergang geweiht ist.
Ein Jahr später findet Summer in Nikkis Post eine Karte einer Kunstgalerie, die sich als Einladung zu einer Gedenkausstellung von Toms Kunst entpuppt. Tom ist an seinem Herzleiden gestorben, hat aber in seinem letzten Lebensjahr eine Fülle von Kunstwerken geschaffen. Nikki nimmt an dem Empfang teil, der von Toms Ex-Frau ausgerichtet wird, und sieht unter Tränen Toms Gemälde der beiden mit dem Titel „Das Gesicht der Liebe“. Er hat ein eindringliches Selbstporträt von sich gemalt, auf dem Nikki in ihrem Pool in ihrem Haus steht und ihn anschaut.

## Produktion

### Dreharbeiten
Der Film wurde 2012 in Los Angeles gedreht und von Mockingbird Pictures produziert.

### Veröffentlichung
Im Mai 2013 erwarb IFC Films die Rechte an dem Film, um ihn in den Vereinigten Staaten zu vertreiben. Der Film wurde im September 2013 veröffentlicht.

## Rezeption
Auf Rotten Tomatoes hat The Face of Love eine Zustimmung von 44 % basierend auf 75 Kritiken, mit einer Bewertung von 5,2/10. Auf Metacritic hat der Film eine Punktzahl von 51 von 100, basierend auf 24 Kritikern, was auf „gemischte oder durchschnittliche Kritiken“ hinweist.